# Dongfeng K-Series
Dongfeng Yufeng (东风御风) или Dongfeng E-Travel — малотоннажный грузовой автомобиль, выпускаемый китайским производителем Dongfeng с 2012 года. С 2023 года автомобиль продаётся в России под названием Dongfeng K-Series.

## Описание
Dongfeng Yufeng запустили в производство в 2012 году с 3,0-литровым турбодизельным двигателем мощностью 136 л. с. и крутящим моментом 300 Н·м. Колёсная база варьируется от 3100 до 4210 мм, а высота — от 2317 до 2532 мм. Конкурентами являются Citroën Jumper II, Peugeot Boxer II и Fiat Ducato III.

В июле 2016 года автомобиль прошёл фейслифтинг. Двигатель стал соответствовать китайскому стандарту National Standard V.
- Dongfeng (DFAC) Yufeng SWB
- Dongfeng (DFAC) Yufeng SWB

### V9 и A100
Пассажирскую модификацию стали обозначать индексом V9, а грузовую — A100. A100 был выпущен в 2018 году наряду с электромобилем EA100. V9 и A100 оснащаются 2,3-литровым турбодвигателем производства Weichai Power мощностью 110 л. с. и крутящим моментом 280 Н·м, либо же 2,5-литровым турбодвигателем мощностью 136 л. с. и крутящим моментом 300 Н·м. Двигатели сочетаются в паре с шестиступенчатой механической трансмиссией производства Hyundai Wia, а опционально — с семиступенчатой автоматизированной трансмиссией.
- Dongfeng (DFAC) Yufeng V9
- Dongfeng (DFAC) Yufeng V9
- Dongfeng (DFAC) Yufeng A100

### V9+
Yufeng V9+ является рестайлинговым вариантом V9, представленным в 2023 году. Изменения коснулись передней части. Автомобиль оснащается 2,3-литровым турбодвигателем мощностью 100 кВт и крутящим моментом 350 Н·м, либо же 2,3-литровым турбодвигателем мощностью 105 кВт и крутящим моментом 380 Н·м. Пассажирская модификация оснащается 2,0-литровым турбодвигателем.
- Dongfeng (DFAC) Yufeng V9+
- Dongfeng (DFAC) Yufeng V9+

### K-Series
Dongfeng K-Series является локализованной версией Yufeng V9+, адаптированной для эксплуатации в российских условиях. Он оснащён 2,3-литровым турбодизельным двигателем DongFeng Light Engine Co. LTD, являющимся производным от M9T-600 (Euro-6) мощностью 136 л. с. и крутящим моментом 370 Н⋅м в паре с шестиступенчатой механической трансмиссией и семиступенчатой автоматической трансмиссией . Привод — передний или задний. Конкурентами являются автомобили «ГАЗель Next», Peugeot Boxer, Citroen Jumper и Fiat Ducato.. Цены на Dongfeng K-Series составляют от 4 050 000 рублей. В семейство входят модификации K33-561, K33-5661, K32-5651 и K39-5611 (с двускатными колёсами).